# Nałęcz III

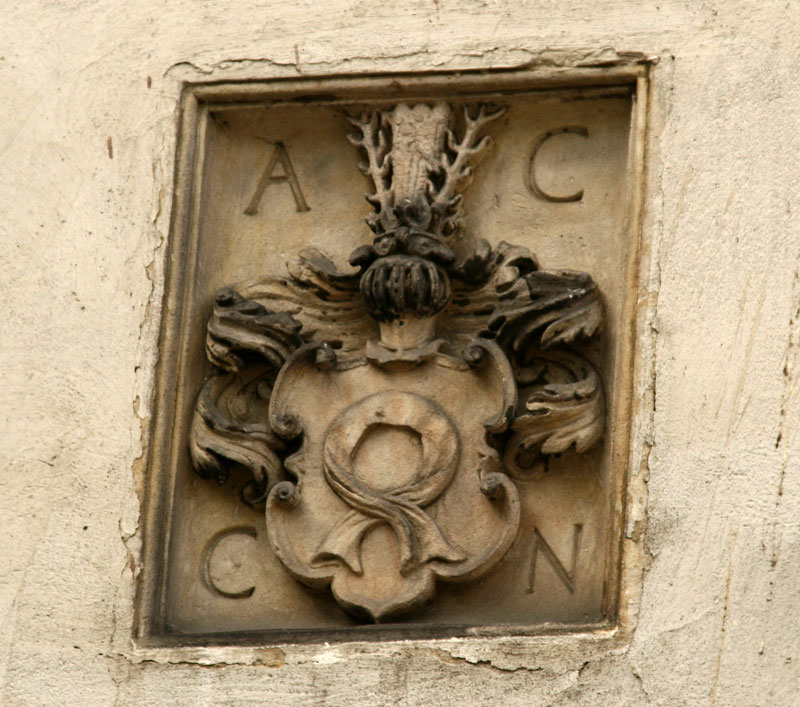
Nałęcz III – herb Czarnkowskich z tablicy fundacyjnej zamku w Osiecznej

Nałęcz III (Nałęcz niezwiązany, Nałonie) – polski herb szlachecki, odmiana herbu szlacheckiego Nałęcz.

## Opis herbu
W polu czerwonym chusta srebrna, ułożona w koło, niezwiązana u dołu, z opuszczonymi końcami.
Klejnot: Trzy pióra strusie, z których środkowe przeszyte strzałą na opak w skos lewy, między dwoma rogami jelenimi.
Labry: Czerwone, podbite srebrem.

## Najwcześniejsze wzmianki
Jest to najstarsza forma herbu Nałęcz.

## Herbowni
Czarnkowski, Dłuski, Kurowski, Łączkowski, Przebora, Przybora, Skarszewski. Ostrowski wymienia jeszcze nazwisko Morawski, ale Tadeusz Gajl przypisuje mu, za Chrząńskim, odmianę różniącą się kierunkiem strzały w klejnocie.